# ناحیه تاماشی
ناحیهٔ تاماشی (به مجاری:  Tamási járás) یک ناحیه در مجارستان است که در تولنا واقع شده‌است. ناحیهٔ تاماشی ۱٬۰۱۹٫۹۴ کیلومتر مربع مساحت و ۳۸٬۷۰۵ نفر جمعیت دارد.